# Oberes Lichteck
Das Obere Lichteck (1990 m) und das Untere Lichteck (1707 m) bilden zwei schwach ausgeprägte Nebengipfel im Grat, den der Schafreuter nach Nordosten aussendet. Beide liegen auf dem Gebiet der oberbayerischen Gemeinde Lenggries (Landkreis Bad Tölz-Wolfratshausen).
Beide Gipfel sind nur weglos erreichbar, z. B. über die Moosenalm. Während das Obere Lichteck leichte Kletterei erfordert, ist das Untere Lichteck als teilweise weglose, aber einfache Bergtour zugänglich.

## Galerie

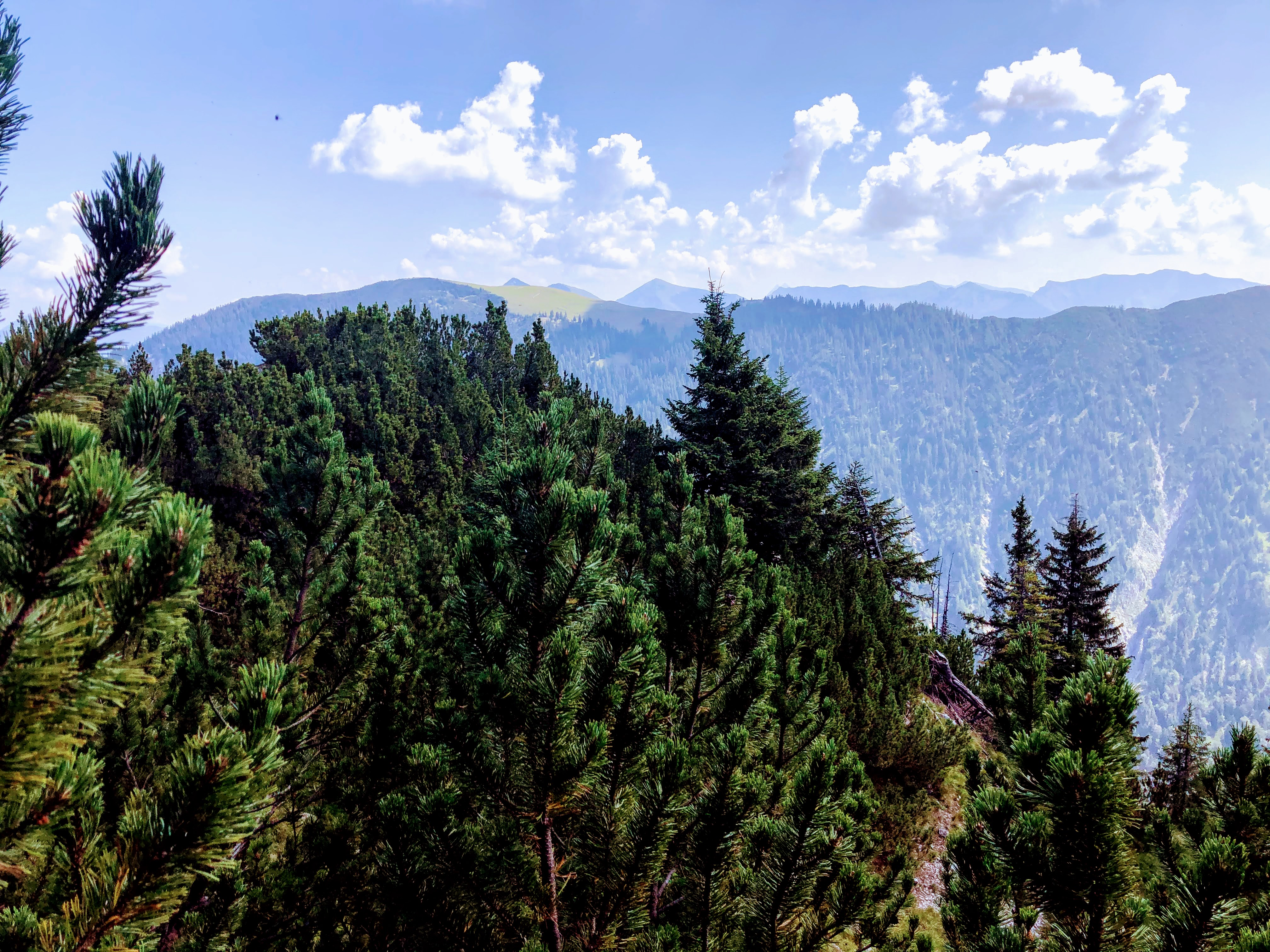
Unteres Lichteck